# Adolphe Bernard (aviron)
Pour les articles homonymes, voir Adolphe Bernard (homonymie) et Bernard.
Adolphe Bernard, né le 30 janvier 1871 à Bordeaux et mort le 7 avril 1959 à Bayonne, est un rameur français.

## Carrière
Adolphe Bernard, membre de la Société nautique de Bayonne, puis de l'Aviron bayonnais à sa création en 1904, participe aux Jeux olympiques intercalaires de 1906 à Athènes. Il y remporte la médaille de bronze en quatre avec barreur et en deux avec barreur sur un mile et termine quatrième en deux avec barreur sur un kilomètre.